# 月の下で逢いましょう
「月の下で逢いましょう」（つきのしたであいましょう）は、日本の女性歌手、広瀬香美の23枚目のシングル。

## 解説
- 2002年1月23日に、ビクターエンタテインメントからリリースされた。
- 「アルペン」CMソング。
- 本作以降、活動休止期間に入ったため、2007年リリースアルバム『Alpen Best Kohmi Hirose』収録「ロマンスの神様 ～弾き歌いVersion～」まで約5年間、アルペンとのタイアップは途切れる事となる。

## 収録曲
作詞・作曲：広瀬香美
1. 月の下で逢いましょう (4:45)
  - 編曲：井上ヨシマサ
2. 振り向かないで (4:55)
  - 編曲：h-wonder
3. 月の下で逢いましょう[original karaoke] (4:44)

## 収録アルバム
- Alpen Best Kohmi Hirose (#1)
- SINGLE COLLECTION (#1)
- THE BEST "1992-2018" + "雪"Setlist Non-Stop Mix (#1)